# Societat Agrària de Transformació (Santa Bàrbara)
L'edifici de la Societat Agrària de Transformació és una obra de Santa Bàrbara (Montsià) inclosa a l'Inventari del Patrimoni Arquitectònic de Catalunya.

## Descripció
És un conjunt d'edificis adossats degut a les necessitats de creixement de la societat agrària.
En primer terme hi ha un edifici de planta quadrada amb ràfec de rajola plana recolzat damunt de quatre bigues de ferro. La façana té la porta central, amb muntants de pedra en forma de carreus ben escairats i llinda dovellada amb carreus de pedra en forma d'arc rebaixat. Hi ha una finestra quadrada amb muntants i llinda de pedra a banda i banda. És un edifici d'una sola planta, a l'interior hi ha les oficines i les sales de premsat i magatzem d'olives. A la part dreta hi ha l'accés, per una petita rampa corba feta amb reble i asfaltada, a la nau rectangular coberta a doble vessant on es troben les instal·lacions del vi.
Al darrere d'aquests edificis hi ha tres naus de tipus industrial que formen part de les instal·lacions annexes de la societat.

## Història
L'any 1957, mentre era batlle Agustí Cid i Torta, i president de la Germandat de Llauradors i Ramaders Francesc Arasa Queral, es va formar el Grup sindical de Colonització núm. 1531, amb 80 socis i dues seccions (oli i vi). S'inaugurà el 4 de desembre de 1957, dia de la festa de la patrona de la vila, Santa Bàrbara. A principis dels anys 80, quan es va abolir els grups sindicals, es transformà en societat agrària.
Hi havia antecedents d'organitzacions d'aquest tipis a la vila: el sindicat Agrícola, del 1913, promogut per Mossèn Millan, i el de l'any 1937, promogut per grups esquerrans que van habilitar l'església parroquial com a seu.
L'any 1965 es va formar la Cooperativa Agrícola de Sant Gregori.